# 武连镇
武连镇，是中华人民共和国四川省广元市剑阁县下辖的一个乡镇级行政单位。2020年5月，将原正兴乡星火村、河西村、三元村、孔龙村和原马灯乡瓦子村、双坪村、武庵村的行政区域划归武连镇管辖。

## 行政区划
武连镇下辖以下地区：
武侯社区、武侯村、计划村、水泉村、寨桥村、枣垭村、武五村、跃进村、东垭村、庙岭村、四合村和兴隆村。